# Tabanus cordiger
Tabanus cordiger är en tvåvingeart som beskrevs av Johann Wilhelm Meigen 1820. Tabanus cordiger ingår i släktet Tabanus och familjen bromsar. Arten är reproducerande i Sverige. Inga underarter finns listade i Catalogue of Life.